# 保德條約

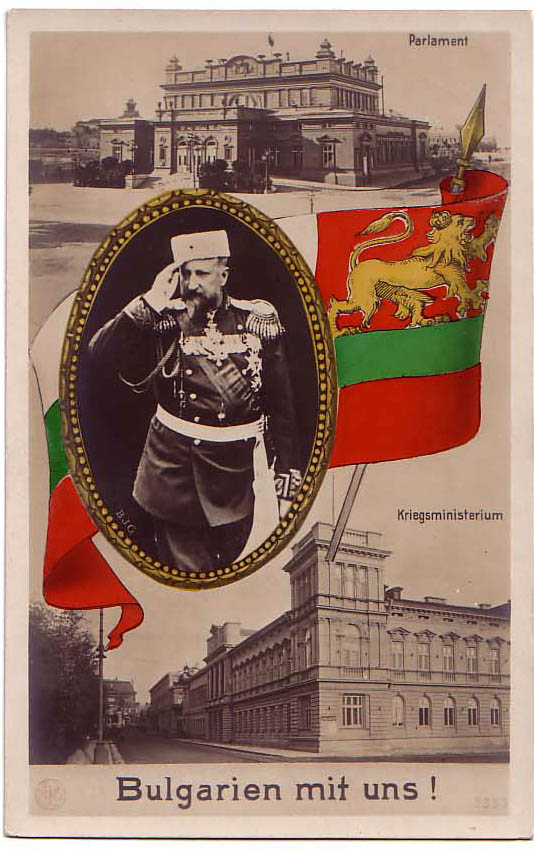
我們與保加利亞 - 講述保加利亞加入戰爭的德國海報

保德條約是保加利亞和德國之間的軍事同盟公約，簽署于1915年9月1日。它由保加利亞總理瓦西里·拉多斯拉沃夫和德國總理喬治·米夏埃利斯簽署。

## 條約內容
根據條約內容，兩國同意互不結盟，奉行友好政策，互相幫助。
根據附件2的內容，德國將會「盡一切努力，保證保加利亞的政治獨立和領土完整……不受任何國家的任何攻擊或要求」。保加利亞則同意全軍幫助德國，以防「德國無故遭到與保加利亞接壤的國家的任何襲擊」。
這個條約與他們之間的秘密協定達成協議，在德國，奧地利，匈牙利和保加利亞之間的軍事同盟和保加利亞，土耳其同盟相繼簽署下，保加利亞會加入同盟國，並參與第一次世界大戰。
該條約時效為期5年，並且在保加利亞正式進入戰爭之前處於保密。

## 外部連結
- 保加利亞王國
- 德意志帝國
- 保加利亞－鄂圖曼公約
- 第一次世界大戰
- 科索沃攻勢（英语：Kosovo offensive (1915)）